# Giuseppe Aldo Rossi
Giuseppe Aldo Rossi (Roma, 6 giugno 1913 – Roma, 9 aprile 2020) è stato un regista, sceneggiatore ed enigmista italiano, attivo in televisione negli anni sessanta.

## Biografia
Laureato in legge, in lettere e in filosofia, è ricordato per la sua collaborazione con il duo Mario Casacci-Alberto Ciambricco, nonché per la stesura di alcune sceneggiature della trasmissione televisiva Giallo club. Invito al poliziesco ed altre riguardanti le miniserie televisive del Tenente Sheridan (interpretato dall'attore Ubaldo Lay).
Pubblicò varie opere di linguistica (in particolare manuali per gli studenti delle scuole medie inferiori e superiori) e di enigmistica: enigmista egli stesso, aveva adottato lo pseudonimo Zoroastro.
Dagli anni '50 agli anni 80 fu autore e/o conduttore di numerosi programmi radiofonici Rai. Si ricorda Cime conquistate  (Programma nazionale, 1955), incentrato sulle montagne e curato insieme a Gastone Imbrighi, regie di Amerigo Gomez e Umberto Benedetto: tra le puntate, furono raccontate storie intorno al Monte Ararat, all'Aconcagua, al Ruvenzori, al Nanga Parbat, all'Everest, ecc. 
È morto a Roma il 9 aprile 2020, all'età di 106 anni.

## Filmografia

### Cinema

#### Regia
- Ricchi e povere (1949)
- Briscola (1951)
- Adolescenti al sole (1964)

#### Sceneggiatore
- Uno sguardo dal ponte, regia di Sidney Lumet (1962) (collaborazione come Giuseppe Rossi)

### Televisione

#### Sceneggiatore
- Terza Liceale (Programma nazionale, 1955), gara di domande e risposte tra studenti liceali
- Giallo club. Invito al poliziesco (Programma nazionale, 1959-1961), 24 ep., regia di Stefano De Stefani, Guglielmo Morandi - serie TV
- Chiamate 22-22 tenente Sheridan (Programma nazionale, 1960), regia di Giorgio Bianchi - film TV
- Ritorna il tenente Sheridan (Programma nazionale, 1963), 6 ep., regia di Mario Landi - miniserie TV
- Un plazo para vivir (Televisión Española, 1965), ep. per Estudio 1, regia di Cayetano Luca de Tena - serie TV
- Musica per un delitto (Secondo programma, 1967), regia di Italo Alfaro
- Sheridan: Squadra omicidi (Secondo programma, 1967), 5 ep., regia di Leonardo Cortese - miniserie TV

## Radio
- Convegno di scouts (Secondo programma, 1955)
- Nel mondo delle statue (Programma nazionale, 1955),  (tra le puntate, Maria del Carretto, San Giorgio di Donatello)
- Cime conquistate  (Programma nazionale, 1955), regia di Amerigo Gomez e Umberto Benedetto
- In nome di San Giorgio: Ritmi del XX secolo (Secondo programma, 1956), giornale-programma per ragazzi, curato da GAR
- L'arte degli enigmi (Terzo programma, 1956), panorama di letteratura enigmistica
- Libertà vo' cercando ...: Gustavo Wasa (primo canale, 1965), programma per ragazzi, regia di Ugo Amodeo
- Il mare si richiuse (Secondo programma, 1967), commedia radiofonica di G.A.R.
- Verticale di sei (Radiouno, 1978-1980), breviario di enigmistica, curata da G. A. Rossi e Riccardo Pazzaglia, regia di Riccardo Pazzaglia
- Paparaciann (Radiouno, 1979), almanacco estivo del passato di Nino Amante, G.A.R., Toni Santagata
- Giallopallido (Radiouno, 1982), quiz polizieschi a premi
- Alla ricerca dell'italiano perduto (Rai Radio 2, 1993), quiz a premi
- La sfinge (Rai Radio 2, 1999), con Maria Cristina Heller, Giuseppe Aldo Rossi, Claudio Rossi Massimi

## Libri
- Enigmistica. Il gioco degli enigmi dagli albori ai giorni nostri, Hoepli 2001, ISBN 9788820327224
- Dizionario enciclopedico di enigmistica e ludolinguistica, Zanichelli 2002, ISBN 9788808089038
- Italiano: istruzioni per l'uso. Vol. A-B. Essenziale. Con espansione online. Per la Scuola media  (con Simonetta Rossi), Zanichelli 2008, ISBN 9788808151889
- Italiano. Istruzioni per l'uso. Vol. C: Comunicazione, tipi testuali, abilità. Con espansione online. Per la Scuola media  (con Simonetta Rossi), Zanichelli 2008, ISBN 9788808252180
- Italiano. Istruzioni per l'uso. Vol. A-B-C. Con espansione online. Per le Scuole superiori (con Simonetta Rossi), Zanichelli 2010, ISBN 9788808070357